# Piz Linard
Piz Linard (3411 m n. m.) je hora v pohoří Silvretta ve švýcarském kantonu Graubünden. Nachází se mezi údolími Val Lavinuoz a Val Sagliains asi 5 km severozápadně od vesnice Lavin a 19 km východně od města Davos. Piz Linard je nejvyšší horou Silvretty. Jako první stanuli na vrcholu 1. srpna 1835 švýcarský přírodovědec Oswald Heer a jeho průvodce Johann Madutz. Normální výstupová cesta na vrchol vede jižní stěnou od chaty Chamanna dal Linard (2327 m n. m.). Výstup dosahuje obtížnosti I, místy II, a zabere cca 4 až 5 h.